# Султан бін Саїф II
Султан бін Саїф II (араб. سلطان الثاني اليعربي‎; д/н —1718) — імам Оману в 1711—1718 роках.

## Життєпис
Походив з династії Ярубідів. Син імама Саїфа бін Султана. Посів трон 1711 року. Переніс свою столицю до поселення Аль-Хазм, яке значно зміцнив.
Змінив політику щодо оманського піратства в Індійському океані — припинив атаки на британські та голландські торговельні судна, оскільки бажав не допустити антиоманського союзу європейських держав. Разом з тим посилив напади на перські і португальські судна.
У внутрішній політиці вимушений був приборкувати впливові племена азд і нізарі, які час від часу кидали виклик імаму, контролюючи внутрішні області.
Помер Султан бін Саїф II 1718 року. Владу спадкував його малолітній син Саїф бін Султан II при регентстві стрийка Муганни.